# ...en their medh ríki fara...
...en their medh ríki fara... är debutalbumet till det tyska folk metal/viking metal-bandet Falkenbach, släppt i juli 1996 genom skivbolaget No Colours Records. Albumtiteln, ...en their medh ríki fara... ("...en þeir með ríki fara..."), är från Hávamál.

## Låtlista
1. "Galdralag" – 6:17
2. "Heathenpride" – 8:40
3. "Laeknishendr" – 6:15
4. "Ultima Thule" – 3:21
5. "Asum ok Alfum naer..." (instrumental) – 7:43
6. "Winternight" – 4:20
7. "...into the Ardent Awaited Land..." – 6:00

Bonusspår på LP-utgåvan (1997)
1. "The Heralder" – 9:05

## Medverkande
Musiker (Falkenbach-medlemmar)
- Vratyas Vakyas (Markus Tümmers) – sång, alla instrument, text & musik

Produktion
- Vratyas Vakyas – producent
- F. Tümmers – omslagskonst
- P. Tümmers – omslagskonst
- Christophe Szpajdel – logo